# Собор Святого Миколая Чудотворця (Черкаси)
Свя́то-Микола́ївський кафедральний собор — колишній храм міста Черкаси, головний кафедральний собор Черкаської єпархії.

## Історія

### Перший храм

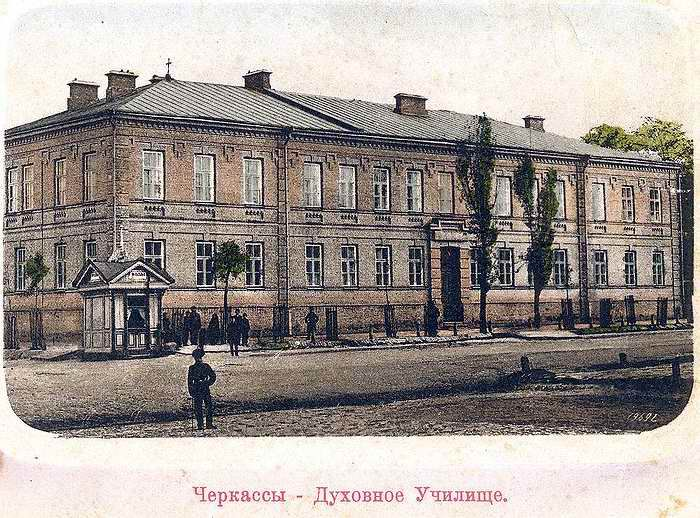
Духовне училище на місці першого храму

1693 року з благословення митрополита Варлаама було освячено місце під будівництво кафедрального собору Черкаської єпархії. Храм був дерев'яний, мав 3 куполи у стилі козацького бароко. Розташовувався він на розі сучасних вулиць Дашковича та Хрещатик. Пізніше тут знаходились парафіяльне духовне училище (зруйноване під час Другої світової війни) та пам'ятник Сталіну (знесений 1953 року), нині — приміщення національного банку. З часом будівля почала саморуйнуватись.

### Другий храм

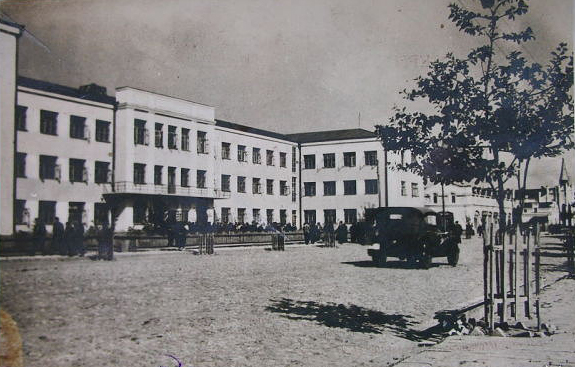
Будівля інституту, роботі якого «заважав» собор

У середині XIX століття у зв'язку з прийняттям нового генерального плану міста, церкву було вирішено перенести на центральну площу (нині тут будівля Черкаської облдержадміністрації). Будівництво велось за кошти місцевого мецената Колодочки і закінчено 1864 року. Будівля була кам'яною, арки з цегли, мала 3 дерев'яні бані, одна з яких була більшою (вони були перенесені зі старого храму), великий центральний купол. Поруч знаходилась дзвіниця з гострим шпилем у псевдоготичному стилі. Фасадом церква виходила на Старочигиринську вулицю (нині бульвар Шевченка), вівтарною частиною — на Дахнівську (нині Хрещатик). Престольне свято відзначалось 19 грудня. Вся площа отримала назву Соборної, поряд розташовувались торгові ряди, складські приміщення та приватні будинки. Церква мала 95 десятин землі на митниці. Настоятелем був Василь Іванович Кудрицький, кандидат богослов'я. Тоді собор мав одну з найбільших парафій у Київській губернії, а Черкаський повіт посідав 1 місце у губернії щодо надходжень до церковної скарбниці. Одним із пунктів доходів церкви були кошти за заповітом штабс-лікаря Андрія Розтопоровського. Собор мав власний міський цвинтар, який знаходився на місці сучасного Соборного парку. Тут ховали людей усіх віросповідань, навіть мусульман. Пізніше тут збудували цвинтарну Свято-Успенську церкву та військову Свято-Георгіївську.
Згідно з протоколом засідання президії Шевченківського окружного виконкому від 30 липня 1930 року було зібрано 3517 підписів українців, які зголосились на закриття храму і передачі будівлі під музей. Окрім цього у протоколі зазначається занепокоєння відділу освіти присутністю релігійної будівлі по-сусідству з будівництвом корпусу інституту — «Це неможливо. Це ускладнює нормальну роботу останнього». 1931 року з храму були зняті куполи, а будівля переобладнана під господарські потреби. За однією з версій у роки Другої світової війни у храм потрапив снаряд, який суттєво зруйнував його. За іншою снаряд зруйнував лише дзвіницю, а сама церква була підірвана радянськими військами задля позбавлення ворога спостережного пункту. Після війни релігійна громада клопоталась про передачу їй залишків храму. Уповноважений ради у справах православних церков при виконкомі Черкаської обласної ради пропонував або задовольнити клопотання, або визнати приміщення непридатним для масових зібрань. 20 лютого 1945 року спеціальна комісія прийняла акт про знесення будівлі (акт підписано секретарем виконкому Мурніковим), у якому зазначалось:

| Існуюче приміщення колишньої Соборної церкви… фактично не існує, є лише окремі стіни, не з'єднані між собою, які мають численні тріщини та загрожують обвалом, що може стати причиною нещасних випадків |.